# Bengalia minor
Bengalia minor är en tvåvingeart som beskrevs av Malloch 1927. Bengalia minor ingår i släktet Bengalia och familjen spyflugor. Inga underarter finns listade i Catalogue of Life.